# Hepatologie
Hepatologie je odvětví medicíny, které zahrnuje studium jater, žlučníku, žlučových cest a slinivky břišní i řízení jejich poruch. Ačkoliv je tradičně považována za součást gastroenterologie, její rychlý rozvoj vedl v některých zemích k osamostatnění této vědy, jejíž specializovaní lékaři se nazývají hepatologové.

## Hepatitida
Nemoci a komplikace spojené s virem hepatitidy a alkoholem jsou hlavním důvodem pro hledání odborného poradenství. Více než 2 miliardy lidí bylo nakaženo virem hepatitidy B v určitém okamžiku svého života, a přibližně 350 milionů se staly trvalými nosiči. Až 80 % případů rakoviny jater lze připsat na vrub buď hepatitidy B nebo hepatitidy C. V budoucnu se díky zvýšenému očkování a přísnému kontrolování před transfuzí krve, očekává nižší výskyt infekce. Celková spotřeba alkoholu se stále zvyšuje a v důsledku toho se počet lidí s cirhózou a dalšími souvisejícími komplikacemi úměrně zvyšuje.